# Maria Antonieta de Brito
Maria Antonieta de Brito (n. Guarujá, 19 de abril de 1969) es profesora, funcionaria, y política brasileña. Actualmente es Prefecta de Guarujá.
Es afiliada al Partido do Movimento Democrático Brasileiro (PMDB), y fue elegida prefecta de Guarujá, en la primera ronda de las elecciones municipales de 2008. Tomó posesión el cargo el 1 de enero de 2009.

## Biografía
Es hija primogénita de Erasmo Aprigio de Brito y de Waldemira Maria de Brito. Sus padres fueron emigrantes nordestinos, y se mudaron a la ciudad de Guarujá en la década de 1960.
En 1990, fue aprobada en el concurso para maestros de la Escuela del Distrito Municipal 1 de mayo, donde impartió clases regularmente desde entonces, para luego asumir como prefecta en Guarujá, en enero de 2009.
Em 1991 Maria Antonieta de Brito ingresó en la Universidad, dando inicio a los cursos de licenciatura en Química, con especialidad en tecnología por parte de la Universidad Santa Cecília, concluyendo su formación académica en 1995.
En 1996 inició el curso superior de postgrado en Química, el cual concluyó en ese mismo año.

## Carrera política
La vida política partidaria de Maria Antonieta de Brito comenzó oficialmente a los 17 años, cuando se afilió al recién creado Partido dos Trabalhadores (PT). Inició su carrera política como concejala por ese partido, ocupando una concejalía entre los años de 2001 a 2004.
En 2004, fue candidata a viceprefecta y, en 2006, intentando ocupar un lugar en la Asamblea Legislativa. Al año siguiente, en 2007, Antonieta se afilió al Partido do Movimento Democrático Brasileiro PMDB.
Y en las elecciones de 2008, conquistó la Prefectura de Guarujá. Sumó el 52,2% de los votos válidos, cuando el 98,8% de los votos habían sido ya contados.

## Experiencia política
Es consejera fiscal de la Asociación Paulista de Municipios, y vicecoordinadora estadual del Frente Nacional de Prefectos (FNP).
En abril de 2011, Antonieta participó de la 59ª Reunión General del Frente Nacional de Prefectos, entidad de la cual fue reelecta vicecoordinadora del Estado de São Paulo.
Como prefecta de Guarujá, ha tomado parte del Consejo fiscal de la Asociación Brasileña de Municipios Portuarios (ABMP).
El 22 de febrero de 2011, fue elegida presidenta del Consejo de Desarrollo de la Región Metropolitana de la Bajada Santista (Condesb), siendo por lo tanto la primera mujer electa en ocupar el cargo en diez años.